# Slag bij Yibna
De Slag bij Yibneh (Yibna) vond plaats in 1123 in de latere nasleep van de Eerste Kruistocht. De kruisvaarders geleid door Eustacius Grenier wisten een Fatimiden strijdmacht vanuit Egypte die gestuurd was door vizier Al-Ma'mum te verslaan ter hoogte van Ascalon en Jaffa.

## Achtergrond
Nadat tijdens de eerste kruistocht de stad Jeruzalem veroverd was van de Fatimiden, lanceerde hun vizier Al-Afdal Shahanshah gelijk daarna een aantal invasies naar het net nieuw geïnstalleerde koninkrijk Jeruzalem, deze vonden tussen 1099 en 1107 veelvuldig plaats. De Egyptische legers vochten drie groten veldslagen bij Ramla in 1101, 1102 en 1105, maar ze waren telkens onsuccesvol. Nadat dit niet werkte besloot de vizier een andere tactiek toe te passen door kleine ruiter eskaders het kruisvaarders gebied in te sturen om plundertochten in het pas veroverde christen gebied te houden. In 1121 werd, al-Afdal echter vermoord en kwam er een nieuwe vizier aan de macht. Ondertussen was het Koninkrijk Jeruzalem, verzwakt geraakt door dat koning Boudewijn II gevangen was genomen door de Artuklu-moslims in noordelijk Syrië. Het koninkrijk werd op dat moment bestuurd door gouverneur (vervangend regent) Eustatius Grenier.

## Slag
In 1123, organiseerde de nieuwe vizier een grootschalige invasie gericht op de kruisvaarderlijk grondgebied. De Fatimide waren van plan om de havenstad Jaffa te veroveren. In dit gebied, gingen de voorgaande Egyptische legers vaak met Sudanese boogschutters te voet ondersteund door georganiseerde Arabische en Berberse lichte cavalerie onsuccesvol ten onder. Voornamelijk kwam dit doordat het merendeels vlakke terrein een voordeel was voor de merendeels zware cavalerie van de kruisvaarders. Bij Yibna, dicht bij de latere zetting van het kasteel van Ibelin (gebouwd in 1141), naderde de Fatimide het Kruisvaardersleger, bestaande uit zware cavalerie en speer en boogschutters te voet. Het gevecht duurde maar een korte tijd doordat de Egyptische cavalerie maar moeilijk de tegenstanders de baas konden op het slagveld. Fulcher van Chartres beschrijft in zijn kroniek het volgende: "Dit gevecht duurde niet lang omdat onze tegenstanders ons zwaarbewapend aan zagen komen en onze uitstekende organisatie niet de baas konden, hun ruiters namen onmiddellijk de benen alsof ze behekst waren, vlogen in paniek in plaats van hun goede verstand te gebruiken, hun fronttroepen werden compleet afgeslacht".
De veldslag was een definitieve overwinning voor de kruisvaarders, al bleven de plundertochten wel doorgang vinden tot met het Beleg van Ascalon in 1153. De Fatimiden uit Egypten zouden bedreigt blijven door de kruisvaarders tot aan de opkomst van Saladin in 1169. De volgende grote veldslag binnen de kruisvaardersstaten zou de Slag bij Azaz zijn in 1125.